# Hôtel de Bretagne (Rennes)
Pour les articles homonymes, voir Hôtel de Bretagne (homonymie).
L’hôtel de Bretagne est un édifice de la commune de Rennes, dans le département d’Ille-et-Vilaine en région Bretagne.

## Localisation
Il se trouve au centre du département et dans le centre-ville historique de Rennes, au numéro 9 de la place Sainte-Anne. 

## Historique
Le bâtiment a été créé en 1586. 
Il est inscrit au titre des monuments historiques depuis le 9 octobre 1962,.

## Architecture
C'est un bâtiment à pan de bois ; il comporte 3 étages. Les sablières sont finement sculptées.